# Anna Cabras Brundo
Anna Cabras Brundo (Cagliari, 26 novembre 1919 – 26 maggio 2008) è stata una scultrice e pittrice italiana del Novecento. Realizzò numerosi ritratti e busti di noti personaggi dell'ambito culturale e politico sardo e italiano.

## Biografia
Anna Cabras Brundo nasce a Cagliari nel 1919 da Erminio Brundo e Marta Garbati. Fin da piccola ha sempre dimostrato una particolare predisposizione per il disegno e per la matematica. Autodidatta, all’età di 16 anni aveva già realizzato la sua prima scultura raffigurante il nonno Domenico Garbati, successivamente il suo autoritratto oltre a diversi disegni magistrali.
Nel 1936 frequenta lo studio dello scultore Francesco Ciusa che si accorge immediatamente delle doti della giovane artista apprezzandone le innate capacità prospettiche, la istintiva conoscenza dell’anatomia umana e la destrezza nel disegno.
Abbandonato, quindi, il corso dopo soli due mesi, su consiglio dello stesso Ciusa, che riteneva di non avere nulla da insegnarle, la Brundo continua a lavorare e disegnare seguendo solo il suo istinto e non le mode del tempo. Ritrattista sensibile e autentica riesce con facilità e successo a cogliere non solo le sembianze fisiche, ma l’essenza e l’anima del modello.

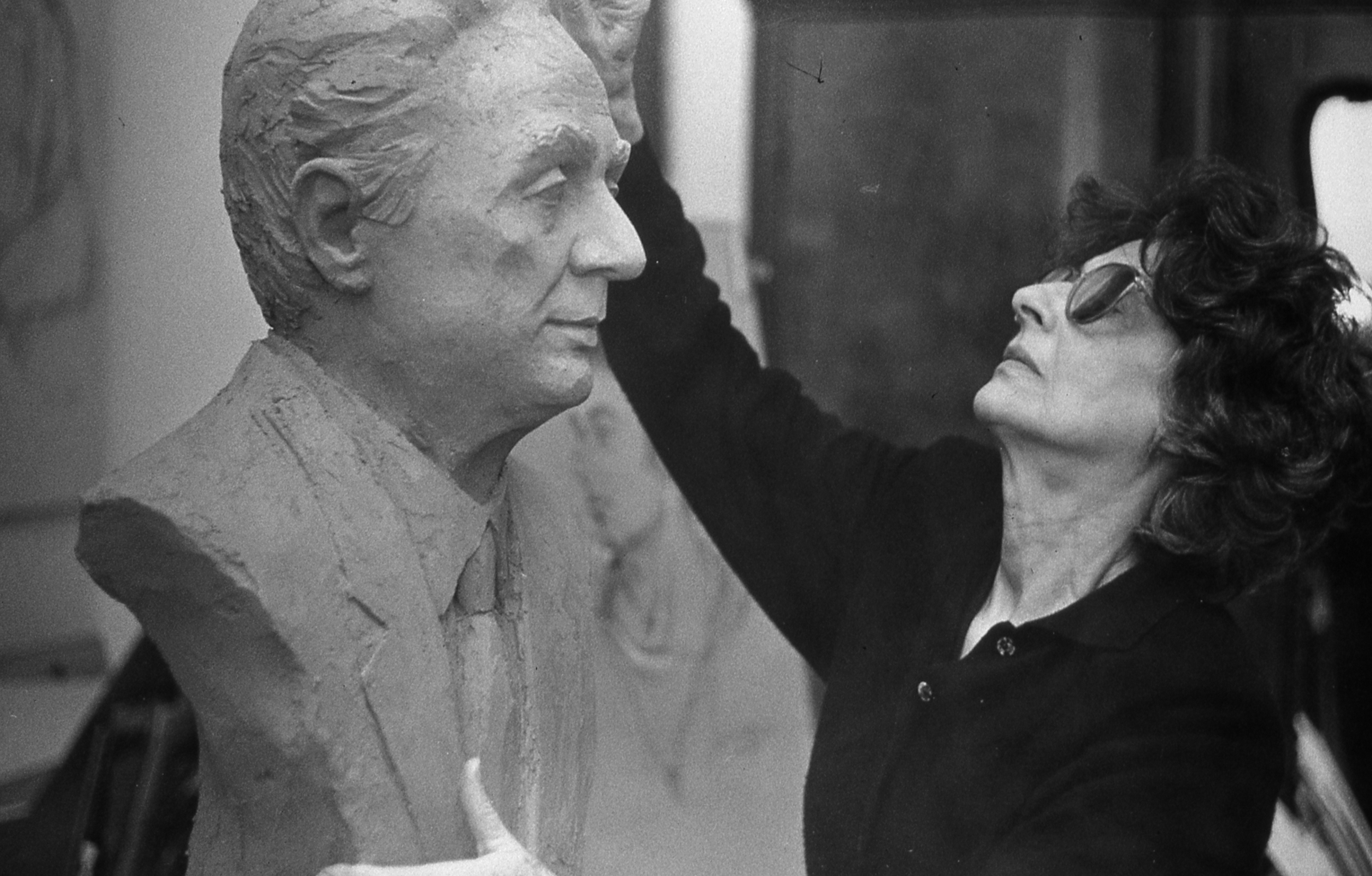
Anna Cabras Brundo con il busto del Presidente della Repubblica Francesco Cossiga realizzato del 1988

Nel mese di dicembre del 1942 sposa Mario Cabras, da cui nascono nell'arco di 5 anni dal 1943 al 1948 i quattro figli, Sandro, Paolo, Elisabetta e Carla. In questi anni immediatamente successivi della Seconda Guerra Mondiale si dedica principalmente alla famiglia, senza però dimenticare la sua arte utilizzando come modelli i suoi figli.
Nel 1958, all’età di 39 anni partecipa alla sua prima mostra collettiva assieme al gruppo di artisti denominato “Studio 58” e dei Transazionali, ma ben presto se ne distacca per diversità di vedute e di obbiettivi. Sempre nel 1958, provocata da un collega che le contesta di saper fare solo “facce”, realizza per la prima volta un nudo di donna di grandezza naturale pur senza aver a disposizione una modella.

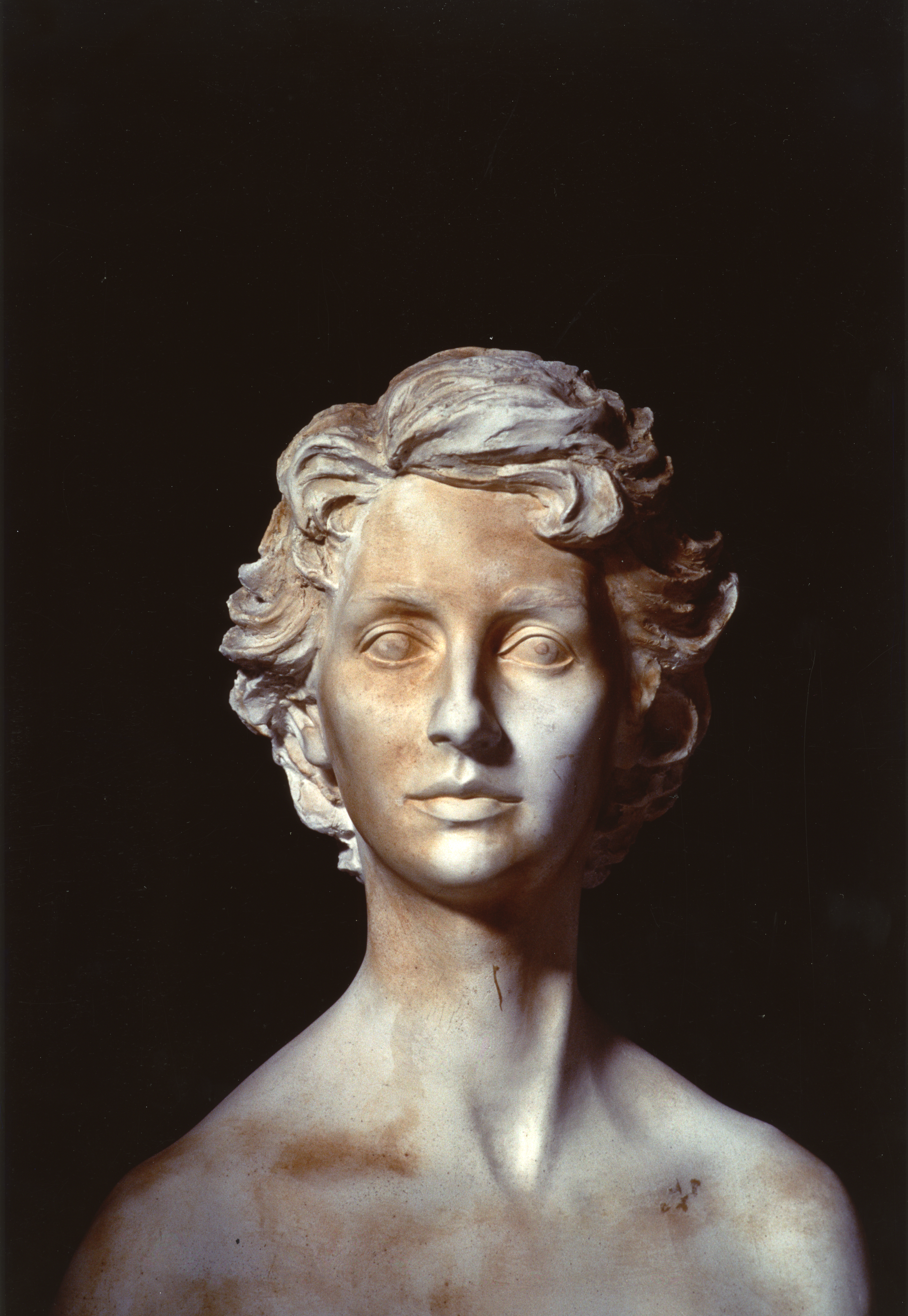
Autoritratto in gesso di Anna Cabras Brundo

Tra le opere eseguite per enti pubblici si segnala il busto del pittore-incisore Felice Melis Marini per il Gabinetto delle Stampe all’Università di Cagliari realizzato nel 1952; nel 1957 per lo Stadio Amsicora le viene ordinato il busto del fondatore Guido Costa; per il Comune di Cagliari i sindaci Giuseppe Brotzu, Gavino Dessì Deliperi, Luigi Crespellani; la Provincia di Cagliari acquista sue opere e il busto di Emilio Lussu; l’Istituto Cambosu le commissiona la Madonna di Bonaria in grandezza naturale; per il Seminario di Cagliari realizza il busto di Papa Paolo VI; per l’Episcopio il busto di Papa Giovanni Paolo II; per la Cittadella dei Musei il busto di Giuseppe Peretti.
Inoltre realizza due opere che si trovano nella parrocchia del Margine Rosso a Quartu Sant'Elena, prima un bassorilievo raffigurante San Luca Evangelista rappresentato con i suoi simboli (bue e libro) in principio collocato dietro l'altare del "Fortino" che fu la prima sede della chiesa omonima, e successivamente spostato nella nuova Parrocchia di San Luca (dopo l'abbandono del Fortino come "sede secondaria" della Parrocchia) e dopo alcuni anni un altro bassorilievo raffigurante un passo del Vangelo di Luca (Luca 24:13-53), che rappresenta la resurrezione e l’ascesa al cielo di Gesù Cristo: La cena in Emmaus. Nel 1977 realizza la via Crucis per il Santuario di Sant’Ignazio da Laconi a Cagliari e all’età di 72 anni per la cripta della chiesa cagliaritana di San Lucifero modella un notevole bassorilievo raffigurante il Santo e l’antica chiesa. 
Sperimenta altri soggetti quali il paesaggio, la natura morta, i fiori e studi di nudo. Questi ultimi vengono realizzati presso l’accademia di Belle Arti “Pietro Vannucci” di Perugia dove partecipa ai corsi d’arte figurativa per un arco di tempo di 15 anni a partire dal 1974.
La sua dote la abbandona definitivamente verso l’età di ottanta anni.
Muore nel mese di maggio del 2008 all’età di 88 anni.